# شهرستان فنیی
شهرستان فنیی (به لاتین: Fenyi County) یک منطقهٔ مسکونی در چین است که در شینیو واقع شده‌است.